# アタック630
『アタック630』（あたっくろくさんまる）は、関西テレビで1978年10月2日から1984年9月28日までにかけて放送していた平日夕方の関西ローカルワイドニュース番組である。

## 概要
- 同番組は、1978年9月に終了した『FNNニュース6:30』に代わり、18時台を1時間の報道枠とする方針の一環として、後半枠をローカルニュースワイド枠にすることになり、その第1弾となったものである。
- 18時台前半枠の全国ニュース枠である『FNNニュースレポート6:00』時代から、関西テレビ自社制作の夕方ローカルニュース番組は「アタック」シリーズを継承していたが、「アタック」を冠したのは、これが最初である。
- テーマ曲をキダ・タローが作曲した[注釈 1][1]。
- 尚番組タイトル出しはOP・EDともに「アタック630」だが、正式タイトルは『KTVアタック630』（ケーティーブイ - ）だった。

## 放送時間
- 1978年10月2日 - 1984年9月28日：月曜日 - 金曜日 18:30 - 18:53（後に明日の天気予報を放送していた）。

## 歴代出演者

### メインキャスター
- 熱田敏弘（関西テレビアナウンサー：当時）
- 鈴木正勝（同上）

### アシスタント
- 黒谷昌子
- 角野啓子
- 花嶋温子
- 豊田記子
- 多田仁美

初期は週前半が熱田、後半は鈴木が担当することが多かったが、FNNニュースレポート6:00のキャスターだった俵孝太郎→山川千秋が休養や長期取材で欠席した場合、熱田がフジテレビに出向してこの番組の司会代行を務めたため、この間鈴木が連日登板したこともある。

## その他
- 1984年10月1日、月曜日 - 金曜日（1986年4月5日から土曜日も）の全国ニュースが『FNNスーパータイム』になった際は、『FNN KTVアタック600』（日曜日のみ1986年4月6日からは『FNN KTVアタック530』）に改題された。